# Nationalpark Berbak
Der Nationalpark Berbak liegt an der Ostküste Sumatras und erstreckt sich über eine Gesamtfläche von 162.700 Hektar. Er liegt im Regierungsbezirk Tanjung Jabung in der Provinz Jambi. Das Gebiet wurde bereits 1935 von den Niederländern unter Schutz gestellt, aber erst später zum Nationalpark erklärt. Er ist die größte unberührte Sumpflandschaft in Südostasien.
Der Park besteht aus 600 km² Süßwasser-Sumpfwald und aus 1100 km² Torfwäldern. An der Küste im Osten schließt sich schlammiges Sumpfland und ein Saum mit Mangrovenwald an. Der Tidenhub an der Küste beträgt mehr als 2 m. Die Südgrenze bildet der Fluss Benu. Die nach Nordosten entwässernden Flüsse sind bis zu 20 m tief und führen saueres Moor- und Torfwasser.
Der Park ist im Westen über den Fluss Air Hitam Dalam (Tiefes schwarzes Wasser) erreichbar. Von weiteren Orten aus werden Touren angeboten: Air Hitam Laut (im Osten an der Küste) und Simpang Kubu.

## Flora und Fauna
In dem Park hat sich unberührte Flora und Fauna Sumatras erhalten. Es finden sich Meranti (Shorea sp.) und viele, auch seltene Palmenarten wie z. B. Johanesteijmannia altifrons und Lepidaria kingii aus der Familie der Loranthaceae mit einer rot-violetten Blüte.
Der Park beheimatet viele Tierarten: Sumatra-Nashorn (Dicerorhinus sumatrensis sumatrensis), Sumatra-Tiger (Panthera tigris sumatrae), Schabrackentapir (Tapirus indicus), Hirschferkel (Tragulus javanicus kanchil), ungefähr 300 Vogelarten – u. a. Eisvögel (Alcedinidae spp.) sowie die Schildkröten-Arten Orlitia borneensis und Batagur-Schildkröte (Batagur baska).